# Ga Hưng Thuận
Ga Hưng Thuận là một trong các nhà ga của Tuyến đường sắt đô thị Khu đô thị Tây Bắc - Thủ Thiêm nằm tại quận 12, Thành phố Hồ Chí Minh.
Nhà ga nằm trên đường Trường Chinh, phía Tây giáp chùa Vĩnh Phước.